# Турьянов, Альфрет Хабибович
Альфрет Хабибович Турьянов (1 февраля 1940, дер. Подлубово, Бузовьязовский район, Башкирская АССР, РСФСР — 28 сентября 2016, Уфа, Башкортостан, Российская Федерация) — советский, российский и башкирский учёный в области медицины и организатор здравоохранения, министр здравоохранения Башкирии (1987—1995), народный депутат РСФСР (1990—1993).

## Биография
Родился в семье партийно-советского работника Хабиба Турьяновича Турьянова. Отец погиб в годы Великой Отечественной войны. В студенческие годы активно занимался спортом. Мастер спорта СССР (1967) по гребле на байдарках и каноэ. Вместе с братом-близнецом Мэлсом были многократными чемпионами и призерами первенств Башкирии, России и СССР по гребле на байдарках и каноэ.
Трудовую деятельность начал слесарем на Уфимском паровозоремонтном заводе.
В 1965 г. с отличием окончил Башкирский государственный медицинский институт (БГМИ), там же начал трудовую деятельность.
Доктор медицинских наук (1998), профессор (1993).
В 1976—1984 гг. — главный терапевт Министерства здравоохранения Башкирской АССР, в 1984—1987 гг. — заместитель министра по лечебной работе, в 1987 по 1995 гг. — министр здравоохранения Башкирской АССР/Республики Башкортостан.
Будучи учеником М. Х. Камалова, сумел продолжить его традиции по совершенствованию качества специализированной медицинской помощи населению. На этом посту организовал работу по ликвидации последствий фенольной аварии в Уфе (1989—1990), оказанию помощи пострадавшим в железнодорожной катастрофе под Улу-Теляком (1989). При его активном участии разработаны основы деятельности учреждений здравоохранения и санитарно-эпидемиологической службы в чрезвычайных ситуациях. Являлся одним из авторов Кодекса Республики Башкортостан об охране здоровья граждан (1993), противораковой программы (1995), методологических основ перевода органов здравоохранения республики на систему обязательного медицинского страхования.
В 1995—1999 гг. — главный врач Республиканской психиатрической больницы № 1.
С 2000 г. — заведующий кафедрой поликлинической медицины института последипломного образования, одновре менно в 2004—2006 гг. — проректор по лечебной работе, с апреля 2008 г. — профессор общественного здоровья и организации здравоохранения ИПО БГМУ.
Автор более 200 научных трудов и монографий. За короткий период подготовил двух докторов и четырех кандидатов медицинских наук.
Депутат Верховного Совета РСФСР 12‑го созыва. Избирался народным депутатом РСФСР (1990—1993), был членом Комитета Верховного Совета Российской Федерации по охране здоровья, социальному обеспечению и физической культуре. Избирался депутатом Верховного Совета Башкирской АССР 11-го созыва, депутатом Государственного Собрания — Курултая Республики Башкортостан 1-го созыва.

## Награды и звания
Награжден орденом «Знак Почета». Заслуженный врач РСФСР (1990), отличник здравоохранения СССР.